# کتاب مقدس نئونی (فیلم)
کتاب مقدس نئونی (انگلیسی: The Neon Bible) یک فیلم درام به نویسندگی و کارگردانی ترنس دیویس است که بر اساس رمانی به همین نام نوشته جان کندی تول ساخته شده‌است. این فیلم دربارهٔ پسری به نام دیوید (جیکوب تی‌یرنی) است که در دهه ۱۹۴۰ در جورجیا به بلوغ می‌رسد. پدر بدرفتار او (دنیس لری) در طول جنگ جهانی دوم به ارتش اعزام می‌شود و ناپدید می‌شود و دیوید را به سرپرستی مادرش (دیانا اسکاروید) به همراه عمه‌اش مای (جنا رولندز) که یک خواننده است، می‌گذارد.
این فیلم در فرانسه در اوت ۱۹۹۵، انگلستان در اکتبر ۱۹۹۵، استرالیا در نوامبر ۱۹۹۵، و در ایالات متحده در ص مارس ۱۹۹۶ اکران شد. این منتخبی از جشنواره فیلم نیویورک ۱۹۹۵ بود.